# Schutzgebiet Tannholz-Chatzestiel-Sibirie
Das Schutzgebiet Tannholz-Chatzestiel-Sibirie ist ein Amphibienlaichgebiet von nationaler Bedeutung und Teil einer Auenlandschaft von nationaler Bedeutung an der Alten Aare im Kanton Bern. Ein Abschnitt ist als kantonales Waldreservat ausgewiesen.

## Geografie
Das Naturschutzgebiet umfasst eine Waldlandschaft in der Ebene am Flusslauf der Alten Aare zwischen den Gemeinden Kappelen BE und Lyss. Es liegt auf der Höhe von 441 m ü. M. Fast die ganze Fläche des Reservats befindet sich auf dem Gemeindegebiet von Kappelen und nur eine kleine Zone mit dem Flurnamen «Im undere Grien» im Gebiet von Lyss.
Der Wald bedeckt einen etwa zwei Kilometer langen Streifen des ehemaligen, früher noch unkorrigierten Flussbetts der Aare mit alten Nebenarmen und Kiesflächen, zwischen denen der Fluss sich ursprünglich verzweigen und die Landschaft bei Hochwasser frei verändern konnte. Das Amphibienschutzgebiet «Tannholz-Chatzestiel-Sibirie» liegt in der oberen Hälfte des grösseren, 12 Kilometer langen Naturraums am alten Flusslauf der Aare zwischen Aarberg und Büren an der Aare. Der Fluss nimmt seit der Ersten Juragewässerkorrektion im 19. Jahrhundert einen andern Lauf und fliesst von Aarberg durch den Hagneckkanal in den Bielersee und von diesem durch den Nidau-Büren-Kanal weiter nach Nordosten. Durch das alte Flussbett von Aarberg nach Lyss verläuft seither nur noch ein kleiner Fluss mit etwas Restwasser, der auch durch Grundwasser und wenige Nebenbäche gespiesen wird. Durch den Untergrund des durch die Aare geschaffenen weiten Schwemmfächer im Seeland strömt ein mächtiger Grundwasserstrom, der durch industrielle und landwirtschaftliche Verunreinigungen beeinträchtigt wird. Das Bodenprofil und das Grundwasservorkommen wurde an einer Stelle im Schutzgebiet mehrmals mit Sondierbohrungen untersucht.

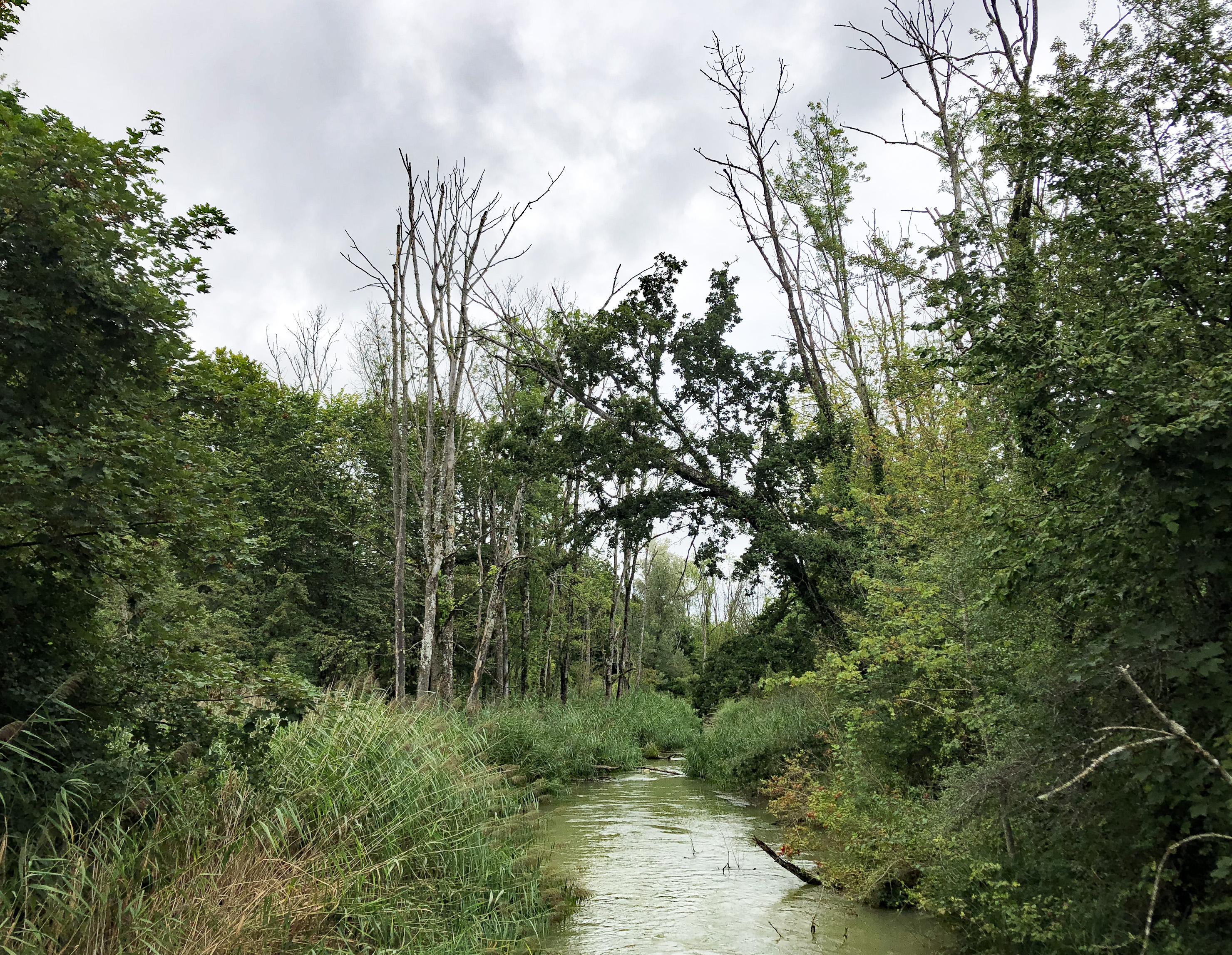
Alte Aare im Auwald

Weite Flächen des ehemaligen Auwalds an der Aare blieben im 19. und 20. Jahrhundert erhalten. Die Pflanzengemeinschaften in tieferen Rinnen der früheren Aare und nahe am Wasser behielten den Charakter von Auwäldern, mit Feuchtgebieten und stellenweise mit Moorböden, während sich in höher gelegenen, von Hochwasser verschonten Revieren ein an trockene Standorte angepasster Wald entwickelte.
Der offizielle Name des Reservats «Tannholz-Chatzestiel-Sibirie» bezieht sich auf drei grössere Waldstücke im Schutzgebiet. Das «Tannholz» liegt im Westen, etwas abseits des Aarelaufs nahe bei der Siedlung Werdthof, die zur Gemeinde Kappelen gehört. Das Gebiet «Chatzestiel» ist ein Wald nordöstlich von Kappelen, in dem sich in einer Senke ein Weiher befindet. Der Flurname «Sibirie» bezeichnet ein Mitte des 20. Jahrhunderts gerodetes Areal zwischen alten Flussläufen im Nordosten des Reservats; an dieser Stelle entspringt ein von Grundwasser gespiesenes Gewässer, die «Giesse Sibirien». Auf älteren Landeskarten wird der grösste Teil des Schutzgebiets als «Enteninsel» bezeichnet; dieser Name wird heute noch für eine kleine Waldparzelle verwendet.

## Infrastruktur

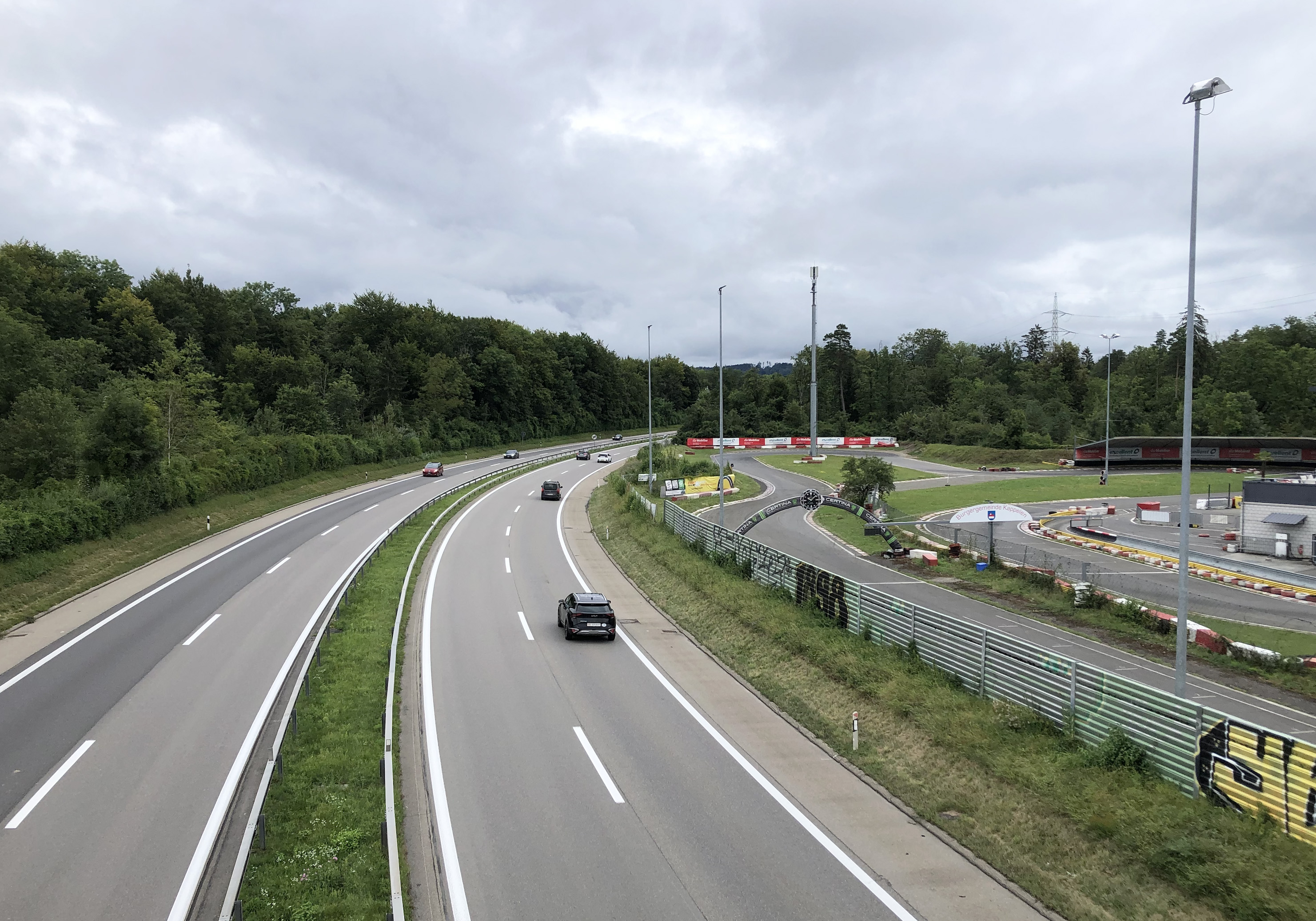
Autobahn und Kartbahn im Auwald

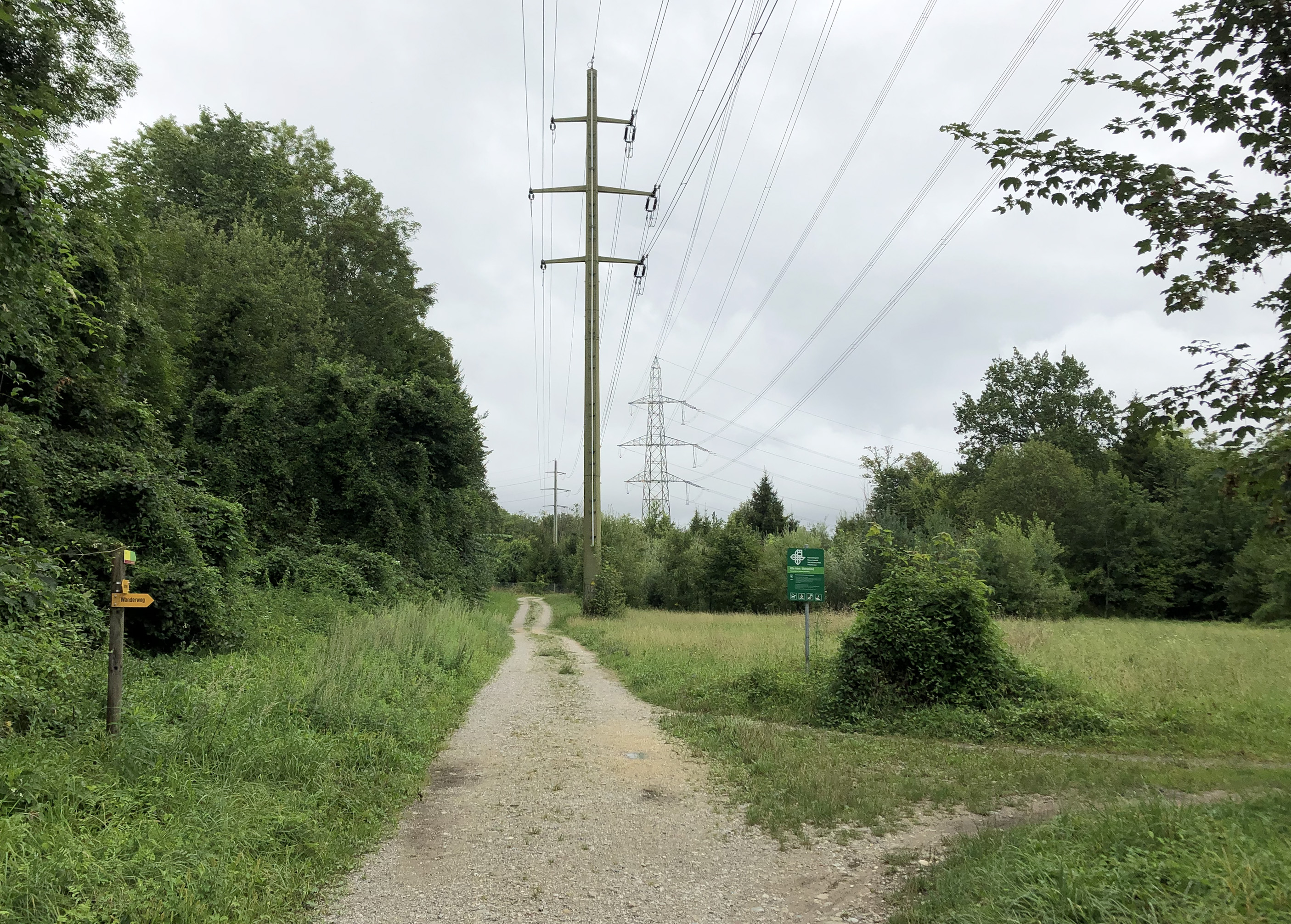
Hochspannungsleitungen im Schutzgebiet

Das spät ausgewiesene Schutzgebiet ist durch bedeutende, früher errichtete Infrastrukturanlagen belastet. Um 1950 führten die BKW quer durch den Auwald über eine Schneise die Hochspannungsleitung Bassecourt-Mühleberg. Auf einer gerodeten Fläche im Auwald neben dem Lauf der Alten Aare wurde 1965 die Kartbahn Lyss (auch «Kartbahn Kappelen» genannt) mit einer Rennstrecke von 750 Metern gebaut. Der Perimeter des Amphibienschutzgebiets führt heute am Rand der Anlage vorbei. In den 1980er Jahren baute der Kanton Bern eine Schnellstrasse von Schönbühl nach Biel und führte das Trassee bei Lyss mitten durch den Auwald an der Alten Aare, der damals noch nicht als Naturschutzgebiet ausgewiesen war. Dadurch ist das Schutzgebiet praktisch in zwei Häften zerschnitten. Neben der Autobahn verläuft im Boden des Schutzgebiets eine Hochdruckleitung des Westschweizer Energieversorgers Unigaz SA.

## Schutzgebiet
Am 10. September 1992 erliess die Forstdirektion des Kantons Bern eine Verfügung zum Schutz des Reservats «Sibirie».
Aufgrund der vom Bundesrat erlassenen Verordnung über den Schutz der Amphibienlaichgebiete von nationaler Bedeutung und des Bundesinventars der Auengebiete von nationaler Bedeutung beschloss die Volkswirtschaftsdirektion des Kantons Bern am 26. August 2009 den Schutz des Naturschutzgebiets an der Alten Aare, mit welchem unter anderem die «Erhaltung der charakteristischen Auenwaldgesellschaften sowie der Giessen und Tümpel als Lebensräume für typische Tier- und Pflanzenarten» verlangt wird. Darunter fällt auch der Schutz des Amphibienlaichgebiets bei Kappelen und Lyss.
Durch die Wälder und den Gewässern entlang verlaufen Wanderwege, die viel zur Bedeutung des Gebiets als Erholungslandschaft beitragen.
Der 1976 von zehn Gemeinden gegründete Wasserbauverband Alte Aare hat die Aufgabe, das Gewässernetz und die geschützte Landschaft zu unterhalten.